# Dedë Jakova
Dedë Jakova byl albánský fotograf působící ve Skadaru, který daroval státu asi 50 tisíc negativů, na skleněných deskách a celuloidu, ve formě 10 cm × 15 cm až 6 cm × 9 cm. Podle tvrzení obyvatel Skadaru byl Dedë Jakova fotograf se zaměřením na mládež. Byl také tehdejším fotožurnalistou a podnikal od roku 1930 do roku 1959. V jeho fondu je zachycena celá řada témat, jako je historie, etnografie, urbanismus, divadlo a mnoho dalších oblastí.